# Cao Xueqin
Cao Xueqin (Chinees: 曹雪芹, Pinyin: Cáo Xuěqín, Wade-Giles: Ts'ao Hsueh-ch'in; 1724 of 1715 — 1763 of 1764) was een Chinees schrijver, dichter, filosoof en schilder. Hij is vooral bekend als de auteur van Droom van de Rode Kamer. Zijn geboortenaam was
Cao Zhan (曹霑).

## Biografie
Over Caos leven zijn bijna geen bronnen bewaard gebleven, waardoor er veel onzekerheden over hem bestaan. Zo is onder andere zijn exacte geboortejaar niet bekend. Cao kwam in elk geval uit een Han-Chinese familie, die later deel uit ging maken van de witte tak (正白旗) van de Mantsjoe banners. Zijn familie kende een glorieperiode onder het bestuur van keizer Kangxi. Cao Xueqin was zelf de zoon van Cao Fu of Cao Yong. Cao Youngs enige zoon was geboren in 1715.
Vrijwel alles wat men vandaag de dag weet over Cao Xueqin is afkomstig uit wat familie en vrienden later over hem vertelden. Cao zou zich op latere leeftijd hebben gevestigd in een voorstad van Beijing, waar hij het grootste deel van zijn leven doorbracht. Hij leefde in armoede; zijn enige inkomen kwam uit de verkoop van schilderijen. Volgens zijn vrienden en kennissen was hij wel intelligent en zeer getalenteerd. Zijn schilderijen waren voornamelijk afbeeldingen van rotsen en landschappen.
Cao Xueqin zou meer dan 10 jaar hebben gewekt aan het manuscript dat uiteindelijk uitgroeide tot Droom van de Rode Kamer. De roman was nog niet helemaal af ten tijde van zijn overlijden. De Nederlandse vertaling door Mark Leenhouts, Silvia Marijnissen en Anne Sytske Keijser werd in 2022 bekroond met de Filter-vertaalprijs.
Cao Xueqin was ten tijde van zijn overlijden ongeveer tussen de 40 en 50 jaar oud, maar ook zijn exacte sterfdatum staat ter discussie. Hij werd overleefd door zijn vrouw en ten minste een zoon. Postuum werd hij beroemd toen zijn boek werd uitgegeven.